# Hymenomima arthura
Hymenomima arthura là một loài bướm đêm trong họ Geometridae.